# ديف أرمسترونغ (لاعب كرة قدم)
ديف أرمسترونغ (بالإنجليزية: Dave Armstrong)‏ هو لاعب كرة قدم بريطاني في مركز نصف الجناح، ولد في 9 نوفمبر 1942 في Mile End ‏ في المملكة المتحدة. لعب مع نادي ويمبلدون.